# Donald M. Grant, Publisher
Donald M. Grant, Publisher, Inc. est une maison d'édition de small press américaine fondée en 1964 par Donald M. Grant. Elle a son siège dans le New Hampshire et édite principalement des livres de science-fiction et de fantasy à tirage limité et avec de luxueuses illustrations.
Elle est surtout célèbre pour avoir publié la première édition de tous les livres de la saga de La Tour sombre de Stephen King. En 1981, alors qu'il participait à un dîner universitaire, King fut abordé par Donald M. Grant qui lui demanda s'il aurait un livre pouvant être publié chez sa maison d'édition. King pensa alors au Pistolero, récit très éloigné du genre horrifique qui avait fait sa renommée et qu'il proposa à Grant, pensant qu'il ne conviendrait pas à son lectorat habituel.